# Jenny Gröllmann

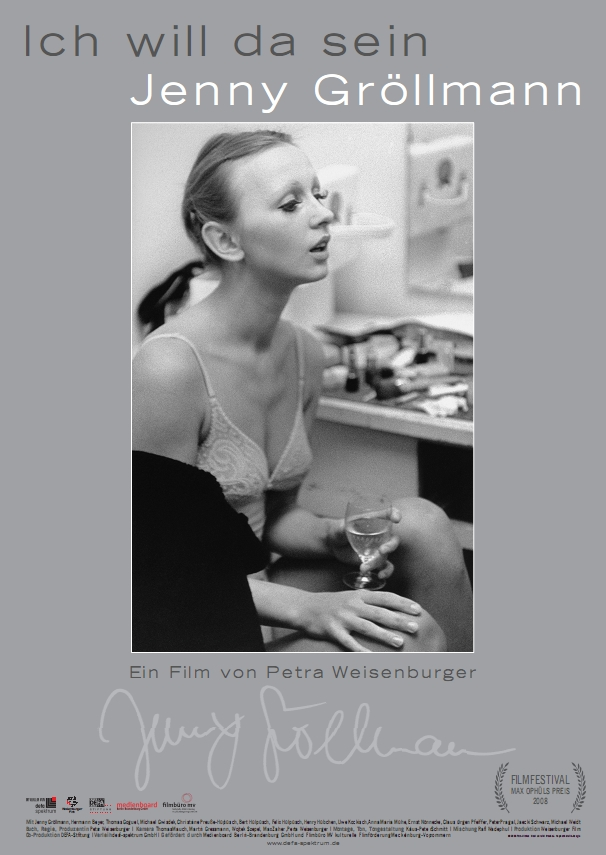
Filmplakat für den Dokumentarfilm Ich will da sein – Jenny Gröllmann (2008)

Jenny Gröllmann (* 5. Februar 1947 in Hamburg; † 9. August 2006 in Berlin) war eine deutsche Schauspielerin und Hörspielsprecherin.

## Leben
Jenny Gröllmann stammte aus einer Künstlerfamilie. Sie war die Tochter des Bühnenbildners Otto Gröllmann (1902–2000), der in den 1930er-Jahren auf Seiten der Zweiten Spanischen Republik am Spanischen Bürgerkrieg teilgenommen und im Widerstand während der Zeit des Nationalsozialismus mit der Hamburger Bästlein-Jacob-Abshagen-Gruppe zusammengearbeitet hatte. Ihre Mutter, die Theaterfotografin Gertrud Gröllmann (1917–1977), war später Bildchefin der Zeitschrift Das Magazin. Die Familie siedelte 1949 aus beruflichen Gründen mit der zweijährigen Jenny in die Sowjetische Besatzungszone nach Schwerin über und zog 1955 nach Dresden, wo der Vater eine neue Anstellung erhalten hatte. Jenny ging dort zur Schule und entwickelte früh eine Leidenschaft für das Theater.
Gröllmann brachte 1969 ihre Tochter Jeanne zur Welt, die einer Verbindung mit Thomas Goguel entstammt und als Maskenbildnerin tätig ist. Im Jahr 1973 heiratete sie in erster Ehe den Regisseur Michael Kann. Nach der Scheidung von Kann Anfang der 1980er Jahre war sie von 1984 bis 1990 mit dem Schauspieler Ulrich Mühe verheiratet. Aus der Ehe ging Tochter Anna Maria Mühe (* 1985) hervor, die ebenfalls den Schauspielberuf ergriff. Nach der Scheidung von Mühe lebte Gröllmann mit dem Filmarchitekten Claus-Jürgen Pfeiffer zusammen, den sie 2004 heiratete.

Grabstätte auf dem Französischen Friedhof in Berlin

Im Jahr 1999 erkrankte Gröllmann an Brustkrebs. Nach anfänglichen Therapieerfolgen wurde 2002 und 2005 bei der Schauspielerin erneut Krebs diagnostiziert, sodass sie 2005 ihre Rolle der Inge Klinker-Emden in der Telenovela Sturm der Liebe aufgeben musste. Im August 2006 erlag sie im Alter von 59 Jahren der Krebserkrankung. Ihre letzte Ruhestätte fand sie auf dem Französischen Friedhof in Berlin.

## Karriere

### Ausbildung und Theater
Gröllmann debütierte 1961 als 14-Jährige unter Ottofritz Gaillard in der Hauptrolle in Bertolt Brechts Die Gesichte der Simone Machard. In ihrem Berufswunsch gefestigt, absolvierte sie von 1963 bis 1966 eine Schauspielausbildung an der Staatlichen Schauspielschule „Ernst Busch“ Berlin. Im Anschluss erhielt sie ein festes Engagement am Berliner Maxim-Gorki-Theater, an dem sie insgesamt 26 Jahre war. Sie debütierte an dieser Spielstätte in Henrik Ibsens Nora oder Ein Puppenheim in der Rolle eines Hausmädchens. Dennoch verlief ihre Theaterkarriere anfangs eher unglücklich, nachdem Milan Kunderas damals politisch umstrittenes Werk Die Besitzer der Schlüssel nicht aufgeführt werden konnte, in dem sie mit ihrer ersten Hauptrolle besetzt war. So blieb ihr der große Durchbruch als Theaterschauspielerin zunächst verwehrt, auch wenn sie mit zahlreichen Bühnenaufgaben betraut wurde. Im wiedervereinigten Deutschland waren unter anderem das Renaissance-Theater und das Schlosspark Theater in Berlin sowie die Hamburger Kammerspiele wichtige Bühnenstationen Gröllmanns.

### Film und Fernsehen
Im Jahr 1967 gab Gröllmann in Die Prüfung, dem zweiten Teil des Episodenfilms Geschichten jener Nacht, in der Rolle einer Studentin, deren Eltern in den Westen flüchten, ihr Debüt auf der Kinoleinwand. In den Folgejahren wurde sie in einer Vielzahl weiterer Film- und Fernsehproduktionen der DEFA und des DFF besetzt. Konrad Wolf besetzte sie 1968 neben Jaecki Schwarz als verängstigtes deutsches Mädchen in seinem autobiografischen Antikriegsfilm Ich war neunzehn. 1969 hatte sie im Fernsehfilm Die Geschichte der Rosemarie E., der im Rahmen der Reihe Der Staatsanwalt hat das Wort entstand, ihre erste Hauptrolle. Bis 1985 war sie in vier weiteren Folgen der Reihe zu sehen. Ihre erste große Rolle auf der Kinoleinwand hatte sie 1971 in Ingrid Reschkes Kennen Sie Urban? als Berliner Zeichenbüro-Praktikantin Gila, die einem Ex-Häftling und Streuner dabei hilft, eine Perspektive für sich und sein Leben zu entwickeln. 1979 spielte sie unter der Regie von Georgi Kissimov die Rolle der Ulla in der Literaturverfilmung Hochzeit in Weltzow, die frei auf dem Roman von Günter de Bruyn beruht. 1982 übernahm sie bei der Willi-Bredel-Romanverfilmung Dein unbekannter Bruder unter Ulrich Weiß an der Seite von Uwe Kockisch und Michael Gwisdek die weibliche Hauptrolle der Renate.
Während der Dreharbeiten zur Theodor-Fontane-Verfilmung Die Poggenpuhls im Jahr 1984 lernten sich Gröllmann und Ulrich Mühe kennen und lieben. Danach stand das Paar auch für die Friedrich-Hölderlin-Verfilmung Hälfte des Lebens in den Hauptrollen vor der Kamera. Gröllmann spielte die große Liebe Hölderlins, die Bankiersfrau Susette Gontard. Mit Mühe stand sie überdies wiederholt zusammen vor der Kamera, wie etwa 1986 für den Zweiteiler Das Buschgespenst, im Jahr 1988 für den Polizeiruf 110: Flüssige Waffe und 1990 für Peter Vogels Thomas-Mann-Verfilmung Der kleine Herr Friedemann vor der Kamera.
Im wiedervereinigten Deutschland konnte Gröllmann nahtlos an ihrer Laufbahn in der DDR anknüpfen. Bekannt wurde sie dem gesamtdeutschen Publikum 1994 als betrogene Ehefrau Iris in der deutsch-österreichischen ZDF-Familienserie Iris & Violetta mit Ann-Cathrin Sudhoff als Mutter-Tochter-Gespann in eine der beiden Titelrollen sowie in ihrer Rolle der Rechtsanwältin Isolde Isenthal in der 4. Staffel der Fernsehserie Liebling Kreuzberg, wo sie an der Seite von Manfred Krug spielte.
Gröllmann übernahm 2002 in der zwölfteiligen Sat.1-Krimiserie Im Visier der Zielfahnder als Staatssekretärin Katharina Krüger-Warschowski eine der Hauptrollen. Von 2002 bis 2008 war sie in der Fernsehserie Die Anstalt – Zurück ins Leben als Dr. Constanze von Weyers in der durchgehenden Rolle der Chefärztin der psychiatrischen Klinik Rosental zu sehen. Die letzten Folgen mit ihr wurden posthum zwei Jahre nach ihrem Tod ausgestrahlt. 2005 spielte Gröllmann in der Telenovela Sturm der Liebe die Rolle der Hoteliers-Witwe Inge Klinker-Emden, die sie aus gesundheitlichen Gründen nach acht Folgen aufgeben musste, woraufhin Karyn von Ostholt-Haas ihre Rolle übernahm. Neben festen Serienrollen wurde sie wiederholt auch in Gastrollen verschiedener Fernsehformate besetzt, so war sie u. a. zwischen 1993 und 1995 in vier Folgen im Tatort und in den Jahren 1999 und 2004 in zwei Episoden der Krankenhausserie In aller Freundschaft, wo sie in der Folge Was am Ende übrig bleibt in der Rolle einer labilen Ehefrau und Mutter ihren sadistisch veranlagten Mann aus Verzweiflung erschießt, zu sehen.

### Hörspielarbeiten
Ab 1966 betätigte sich Gröllmann umfangreich als Hörspielsprecherin, wo sie zunächst für den staatlichen Rundfunk der DDR arbeitete. In den 1970er Jahren wirkte er bei der Schallplattenfirma Litera in mehreren Märchenhörspielen mit, die als Schallplatten erschienen, so sprach sie unter anderem die jüngste Königstochter in Der Froschkönig oder der eiserne Heinrich (1977) und die Mutter des Glückskindes Hans in Der Teufel mit den drei goldenen Haaren (1984). In Werner Grunows Bearbeitung von Kasimir und Karoline (1991) nach dem Werk Ödön von Horváths lieh sie der Karoline ihre Stimme. Ihre letzten Hörspiele sprach sie im wiedervereinigten Deutschland Anfang der 2000er Jahre für mehrere Produktionen des Westdeutschen Rundfunks, wie etwa Klaus Mehrländers Ich kaufte den Ferrari von Juan und Evita Peron, Frank-Erich Hübners Auch der Tod hat seine Zeit und Jörg Buttgereits Sexy Sushi.

## Kontakte zum Ministerium für Staatssicherheit
Die Zeitschrift Superillu veröffentlichte 2001 Auszüge aus einer 522-seitigen Akte der Gauck/Birthler-Behörde, nach der Gröllmann zwischen 1979 und 1989 als IM „Jeanne“ bei der HA II/13 des MfS geführt wurde. Laut Akte habe „die Kandidatin“ das Pseudonym Jeanne nach dem Namen ihrer Tochter selbst gewählt. IM Jeanne gab unter anderem Auskunft über mögliche Fluchtabsichten von Mitgliedern des Gorki-Ensembles.
Nach Interview-Äußerungen Ulrich Mühes über die Vorwürfe im 2006 erschienenen Buch zum Film Das Leben der Anderen erwirkte Gröllmann mit einem Anwalt aus der Berliner Sozietät der Rechtsanwälte Panka, Venedey, Kolloge, Gysi, Langer vor dem Landgericht Berlin gegen den Suhrkamp-Verlag und ihren Ex-Ehemann eine einstweilige Verfügung. Sie erklärte eidesstattlich, sie habe nie wissentlich mit dem Ministerium für Staatssicherheit zusammengearbeitet. Gestützt wurde ihre Darstellung durch die Aussage des mit dem Vorgang befassten ehemaligen Stasi-Majors, er habe sich ihr gegenüber stets als Kriminalpolizist ausgegeben und Teile der Akte gefälscht. Zahlreiche angebliche Treffen mit dem mutmaßlichen Führungsoffizier wurden in der MfS-Akte zu Zeiten vermerkt, zu denen die Schauspielerin nach den vorhandenen Aufführungsprotokollen des Maxim-Gorki-Theaters auf der Bühne stand.
Ein Gutachten des Forschungsverbunds SED-Staat der Freien Universität Berlin kam zu dem Schluss, dass Jenny Gröllmann als IM des MfS geführt wurde, ohne dass sie selbst jedoch davon gewusst habe. Das Gericht ließ dieses Gutachten sowie die belastenden Aussagen der Gauck/Birthler-Behörde jedoch nicht gelten, weil es den Akteninhalt juristisch nur als Indiz, nicht aber als Beweis wertete. Das Gericht gab dem Antrag Gröllmanns daher statt und untersagte die weitere Verbreitung des Buchs in der ursprünglichen Form. Daher wird das Filmbuch mit geschwärzten Zeilen mancher Antworten Mühes zu seiner Ex-Frau verkauft. Den Widerspruch Mühes wies das Gericht ab und untersagte ihm, Jenny Gröllmann weiterhin als IM zu bezeichnen, da die Unterlagen des MfS nur „Verdachtsmomente“, jedoch keine Tatsachen lieferten. Der Verlag erkannte im Dezember 2006 im Rahmen eines Rechtsstreits an, die Äußerungen Ulrich Mühes nicht mehr zu verbreiten.
Am 18. April 2008 untersagte das Berliner Kammergericht auch dem Magazin Focus, Jenny Gröllmann als IM zu bezeichnen.

## Filmografie

### Spielfilme
- 1966: Oma und die bösen Buben
- 1967: Geschichten jener Nacht (Episodenfilm, Teil 2 Die Prüfung)
- 1968: Ich war neunzehn
- 1970: Netzwerk
- 1971: Kennen Sie Urban?
- 1971: Filmemacher
- 1972: Ich bin einem Mädchen begegnet
- 1973: Eva und Adam (Dreiteiler)
- 1973: Ich bin ein Junger Pionier (Sprecherin)
- 1974: Der verspielte Scheidungsgrund
- 1975: Broddi (Dreiteiler)
- 1977: Die Flucht
- 1977: Die Verführbaren (Stimme)
- 1978: Vier Tropfen
- 1979: Hochzeit in Weltzow
- 1979: Die Birke da oben
- 1979: Alles im Garten
- 1980: Arno Prinz von Wolkenstein oder Kader entscheiden alles
- 1980: Ernste Spiele (Veszélyes játékok)
- 1981: Zieht blank, Kavaliere! (Fernsehtheater Moritzburg)
- 1981: Besuch eines Herrn
- 1981: Die lange Ankunft des Alois Fingerlein
- 1981: Katharina in der Klemme (Fernsehtheater Moritzburg)
- 1982: Dein unbekannter Bruder
- 1983: Ich sehe was, was du nicht siehst
- 1983: Es geht einer vor die Hunde
- 1984: Die Poggenpuhls
- 1984: Isabel auf der Treppe
- 1984: Heiße Ware in Berlin
- 1985: Hälfte des Lebens
- 1985: Variete
- 1986: Das Buschgespenst (Zweiteiler)
- 1987: Künstler, König und Modell
- 1987: Die erste Reihe
- 1988: Passage
- 1989: Späte Ankunft (Zweiteiler)
- 1989: Narrenweisheit
- 1989: Barbaron
- 1990: Die Ritter der Tafelrunde
- 1990: Der kleine Herr Friedemann
- 1993: Wer zweimal lügt
- 1995: Blutspur in den Osten
- 1997: Nur für eine Nacht
- 1999: Lautloser Schrei – Eine Frau in Gefahr
- 1999: Gaukler der Liebe
- 2000: Verzweiflung
- 2001: Jagd auf den Plastiktüten-Mörder
- 2002: Tanners letzte Chance
- 2003: Zutaten für Träume
- 2004: Das blaue Wunder
- 2004: Erbsen auf halb 6

### Fernsehserien und -reihen
- 1969: Der Staatsanwalt hat das Wort: Die Geschichte der Rosemarie E.
- 1971: Salut Germain (Folge: Zweitens kommt es anders...)
- 1972: Weimarer Pitaval (Folge: Der Fall Deckers)
- 1972: Polizeiruf 110: Die Maske
- 1978: Der Staatsanwalt hat das Wort: Meine Frau
- 1978: Polizeiruf 110: Bonnys Blues
- 1982: Der Staatsanwalt hat das Wort: Hoffnung für Anna
- 1983: Polizeiruf 110: Die Spur des 13. Apostels
- 1984: Polizeiruf 110: Draußen am See
- 1985: Der Staatsanwalt hat das Wort: Sachlich richtig
- 1987: Kiezgeschichten (7 Folgen)
- 1987: Polizeiruf 110: Unheil aus der Flasche
- 1988: Polizeiruf 110: Flüssige Waffe
- 1992: Renseignements généraux (Folge: Aventure à Berlin)
- 1993: Ein Fall für zwei (Folge: Rache)
- 1993: Achterbahn (Folge: Die Emil-Bulls)
- 1993: Tatort: Berlin – beste Lage
- 1994: Tatort: Ein Wodka zuviel
- 1994: Liebling Kreuzberg (4. Staffel, Folgen 28–40)
- 1994–1995: Iris & Violetta (12 Folgen)
- 1995: Mordslust (Folge: An einem Strang)
- 1995–1996: Unser Lehrer Doktor Specht (Staffel 3–4, 16 Folgen)
- 1995–1997: Schwurgericht (8 Folgen)
- 1997: Alarm für Cobra 11 – Die Autobahnpolizei (Folge: Ausgesetzt)
- 1997: Tatort: Der Tod spielt mit
- 1998: Im Namen des Gesetzes (Folge: Hinter Gittern)
- 1998–2001: Für alle Fälle Stefanie (verschiedene Rollen, 3 Folgen)
- 1999: Am liebsten Marlene (Folge: Zwischen allen Stühlen)
- 1999–2004: In aller Freundschaft (verschiedene Rollen, 2 Folgen)
- 1999: Die Straßen von Berlin (Folge: CQ 371)
- 2000: Salto Kommunale (Folge: Canale Grande)
- 2000: Großstadtrevier (Folge: Glaubenssache)
- 2000: SOKO 5113 (Folge: Die Eisprinzessin)
- 2001: Stahlnetz: Innere Angelegenheiten
- 2002–2008: Die Anstalt – Zurück ins Leben (25 Folgen)
- 2002: St. Angela (Folge: Der erste Tango)
- 2002: Der Bulle von Tölz: Mord mit Applaus
- 2002: Tierarzt Dr. Engel (Folge: Der verlorene Hund)
- 2002: Im Visier der Zielfahnder (10 Folgen)
- 2002: Die Hinterbänkler (Folge: Die Partei hat immer Recht)
- 2003: Mama und ich (4 Folgen)
- 2003: Edel & Starck (Folge: Mord ist sein Hobby)
- 2003: Abschnitt 40 (Folge: Schattenboxen)
- 2004: Polizeiruf 110: Das Zeichen
- 2004: Trautes Heim (Folge: Warme Stimmen)
- 2005: Sabine! (Folge: Gefährliche Liebschaften)
- 2005: Tatort: Leiden wie ein Tier
- 2005: Sturm der Liebe (8 Folgen)

## Theater (Auswahl)
- 1961: Bertolt Brecht: Die Gesichte der Simone Machard – Regie: Ottofritz Gaillard (Staatstheater Dresden)
- 1967: Henrik Ibsen: Nora oder Ein Puppenheim – Regie: Ottofritz Gaillard (Maxim-Gorki-Theater Berlin)
- 1971: Jewgeni Schwarz: Der Schatten (Annunziata) – Regie: Fritz Bornemann (Maxim-Gorki-Theater Berlin)[14]
- 1977: Rudi Strahl: Arno Prinz von Wolkenstein oder Kader entscheiden alles (Tilli) – Regie: Karl Gassauer (Maxim-Gorki-Theater Berlin)
- 1978: Jürgen Groß: Match (Susanne) – Regie: Wolfgang Krempel (Maxim-Gorki-Theater Berlin)[15]
- 1983: Molière: Die gelehrten Frauen (Armande) – Regie: Karl Gassauer (Maxim-Gorki-Theater Berlin)

## Hörspiele (Auswahl)
- 1966: Bertolt Brecht: Das Verhör des Lukullus – Regie: Kurt Veth (Rundfunk der DDR)
- 1977: Brüder Grimm: Der Froschkönig (Königstochter) – Regie: Heiner Möbius (Kinderhörspiel – Litera)
- 1978: Isaak Babel: Maria (Ljudmila) – Regie: Joachim Staritz (Hörspiel – Rundfunk der DDR)
- 1978: Ödön von Horváth: Kasimir und Karoline (Karoline) – Regie: Werner Grunow (Hörspiel – Rundfunk der DDR)
- 1984: Brüder Grimm: Der Teufel mit den drei goldenen Haaren (Mutter) – Regie: Maritta Hübner, Bearbeitung: Katrin Lange (Kinderhörspiel – Litera)
- 1986: Călin Gruia: Das Märchen vom König Florin (Fee) – Bearbeitung (Wort): Bodo Schulenburg; Regie: Norbert Speer (Hörspielbearbeitung, Kinderhörspiel – Rundfunk der DDR)

## Auszeichnungen
- 1974: Ernst-Zinna-Preis der Stadt Berlin